# Lin Junyan
Lin Junyan (林君諺S, Lín Jūn YànP; 26 novembre 1997) è un goista taiwanese. Il suo nome è talvolta trascritto come Lin Chunyen.

## Biografia
Divenuto professionista nel 2010, è stato promosso nello stesso anno a 2 dan per aver ottenuto 20 vittorie come 1 dan. Dopo aver ottenuto 30 vittorie come 2 dan, nel 2011 è stato promosso 3 dan.
Nel 2012 ha vinto la dodicesima Donggang Cup, sconfiggendo Lin Shuyang, ed è stato promosso 5 dan.
Nel 2013 è stato promosso 6 dan.
Nel 2014 ha vinto lo Shiduan, titolo che non è riuscito a difendere l'anno successivo.
Nel 2016 è diventato 7 dan ed è arrivato secondo nello Xinreng Wang.
Nel 2017 è arrivato secondo nella quinta edizione del Zhonghuan Qisheng e al Guoshou, e ha vinto il Qiwang.
Nel 2018 ha vinto il Qiwang per la seconda volta consecutiva ed è diventato 8 dan.
Nel 2019 ha vinto la diciottesima edizione del Tianyuan ed è arrivato secondo al Qiwang.
Nel 2020 è arrivato secondo nel Tianyuan, nel Zhonghuan Qisheng, nella Coppa Haifong e nel Kuaiqi; ha però vinto la prima edizione del Mingren sconfiggendo per 4-2 Xu Haohong.
Nel 2021 ha vinto per la terza volta il Qiwang e ha perso la finale dello Shiduan.
Nel 2022 è arrivato secondo nella Coppa Haifong, nel Mingren e nel Qiwang; è stato promosso 9 dan.
Nel 2023 è stato selezionato nella squadra taiwanese per il XIX Giochi asiatici in cui ha gareggiato nella competizione maschile a squadre. Nella competizione a squadre ha formato la compagine taiwanese con Xu Haohong, Lai Junfu, Wang Yuanjun e Xu Jiayuan. Nel torneo preliminare ha ottenuto tre vittorie, inclusa quella contro il cinese Mi Yuting, e una sconfitta, quella contro il sudcoreano Park Jung-hwan: in questo modo ha contribuito al passaggio del turno di Taiwan come terza in classifica. In semifinale la squadra taiwanese ha incontrato nuovamente quella cinese, venendo ancora sconfitta per 1-4: Lin è stato sconfitto da Mi Yuting. Nella finale per il bronzo, Lin non ha partecipato alla sconfitta di Taiwan per mano del Giappone. 
A giugno 2024 ha perso per 1-4 la finale della quinta edizione del Mingren contro Xu Haohong. 
Ad aprile 2025 ha vinto la Coppa Haifeng sconfiggendo Xu Jingen per 2-1.

## Palmarès
| Nazionali         | Nazionali            | Nazionali      |
| Tornei            | Vittorie             | Finalista      |
| ----------------- | -------------------- | -------------- |
| Coppa Donggang    | 1 (2012)             |                |
| Xinreng Wang      |                      | 1 (2016)       |
| Zhonghuan Qisheng |                      | 2 (2017, 2020) |
| Qiwang            | 3 (2017, 2018, 2021) | 2 (2019, 2022) |
| Guoshou           |                      |                |
| Tianyuan          | 1 (2019)             | 1 (2020)       |
| Coppa Haifeng     | 1 (2025)             | 2 (2020, 2022) |
| Kuaiqi Zhengba    |                      | 1 (2020)       |
| Shiduan           | 1 (2014)             | 2 (2015, 2021) |
| Mingren           | 1 (2020)             | 2 (2022, 2024) |
| Totale            | 8                    | 13             |